# Nélson Pescuma
Nélson Pescuma ou simplesmente Pescuma (São Paulo, 26 de setembro de 1945 - Curitiba, 10 de outubro de 2006) foi um futebolista brasileiro que atuava como zagueiro.

## Carreira
Pescuma começou no São Paulo FC em 1959 no juvenil. Fez algumas partidas na equipe principal e permaneceu no Tricolor até o final do ano de 1962.
Se profissionalizou no XV de Piracicaba, onde chegou em 1963. Participou do jogo inaugural do Estádio Barão de Serra Negra em 4 de setembro de 1965.
Pelo União Bandeirante Futebol Clube, foi vice-estadual em 66 e 69. Em 1968, realizou um amistoso contra a Seleção Brasileira em 10 de fevereiro, atuando pelo combinado União Bandeirante/Londrina.
Em 1971, foi comprado pelo Coritiba por Cr$ 70 mil, onde, no mesmo ano, foi Campeão Paranaense e eleito o Melhor Zagueiro do Brasileiro, ganhando a Bola de Prata da Placar. Também conquistou a Fita Azul pela Excursão de 1972. Fez 119 partidas no Coxa, conquistou três paranaenses (1971, 72 e 73) e o Torneio do Povo de 73.
Foi emprestado para a Portuguesa de Desportos, em 1973, onde foi Campeão Paulista naquele título dividido com o Santos de Pelé.
Teve também rápida passagem pelo Corinthians em 1974, onde disputou apenas o campeonato brasileiro daquele ano. Estreou em 17 de fevereiro, quando o Corinthians foi derrotado pelo Flamengo por 5 a 1, em partida amistosa. totalizando 17 jogos e marcando 1 gol contra e nenhum a favor. 
Em 1975, atuou por empréstimo pelo Fluminense (em troca envolvendo Brunel), onde foi Campeão Carioca.

### Títulos
Coritiba
- Campeonato Paranaense: 1971, 1972 e 1973
- Fita Azul: 1972

- Torneio do Povo: 1973

Portuguesa
- Campeonato Paulista: 1973

Fluminense
- Campeonato Carioca: 1975

#### Individuais
- Bola de Prata: 1971

## Morte
Morreu no dia 10 de outubro de 2006, vítima de câncer no fígado.